# Atsuyoshi Furuta
Atsuyoshi Furuta (古田 篤良, Furuta Atsuyoshi, Hiroshima, 27 oktober 1952) is een Japans voormalig voetballer die als verdediger speelde.

## Clubcarrière
In 1971 ging Furuta naar de Waseda-universiteit, waar hij in het schoolteam voetbalde. Nadat hij in 1975 afstudeerde, ging Furuta spelen voor Toyo Industries, de voorloper van Mazda. Furuta beëindigde zijn spelersloopbaan in 1984.

## Japans voetbalelftal
Atsuyoshi Furuta debuteerde in 1971 in het Japans nationaal elftal en speelde 32 interlands.

## Statistieken
| Japans voetbalelftal | Japans voetbalelftal | Japans voetbalelftal |
| Jaar                 | Wed.                 | Dlp.                 |
| -------------------- | -------------------- | -------------------- |
| 1971                 | 1                    | 0                    |
| 1972                 | 4                    | 0                    |
| 1973                 | 3                    | 0                    |
| 1974                 | 5                    | 0                    |
| 1975                 | 11                   | 0                    |
| 1976                 | 2                    | 0                    |
| 1977                 | 0                    | 0                    |
| 1978                 | 6                    | 0                    |
| Totaal               | 32                   | 0                    |